# Tanaopsis rawhitia
Tanaopsis rawhitia is een naaldkreeftjessoort uit de familie van de Tanaopsidae. De wetenschappelijke naam van de soort is voor het eerst geldig gepubliceerd in 2011 door Bird.